# Не пам'ятаю твого обличчя
Не пам'ятаю твого обличчя (лит. Neatmenu tavo veido) — радянський фільм, знятий Литовською кіностудією в 1988 році.

## Сюжет
У дитячому кардеологіческому санаторії знайомляться підлітки — 13-річна Лета і 14-річний Саулюс. Історія їх перше кохання починається несподівано і сумно. Але їхні батьки і вихователі вирішили допомогти і «вберегти» їх від небезпечного і нібито непотрібного почуття. 

## У ролях
- Іна Розенайте — Лета
- Лукас Жилис — Саулюс
- Даля Меленайте — головний лікар
- Лінас Паугіс — педагог Антанас
- Елеонора Корізнайте — медсестра
- Альбінас Келеріс — учитель
- Алдона Янушаускайте — вчителька
- Вітаутас Гріголіс — учитель
- Габия Ярамінайте-Ришкувене — Гінтаре
- Аудроне Марцинкявічюте — Яніна
- Ренатас Шаяука — Юозеліс
- Гедімінас Карка — сторож
- Євгенія Шулгайте — бабуся Лети

## Знімальна група
- Автор сценарію — Леонідас Ясіневічюс
- Режисер-постановник — Раймундас Баніоніс
- Композитор — Фаустас Латенаса
- Оператор-постановник — Йонас Томашявічюс
- Монтажер — Ванда Сурвілене
- Художник по костюмах — Дайва Петруліте.
- Художники-постановники — Гедрюс Лаурушас, Лінас Рімкус

## Фестивалі, нагороди
- 1989 — Гран-прі Московського міжнародного дитячого кінофестивалю
- 1990 — Приз журі Міжнародного кінофестивалю в Costa de Estoril.